# Nuklearna elektrana Mochovce
Nuklearna elektrana Mochovce (slov.: Atómové elektrárne Mochovce, kratica: EMO) je nuklearna elektrana smještena između gradova Nitra i Levice, na mjestu nekadašnjeg sela Mochovce, u Slovačkoj. U Slovačkoj se nalazi još i Nuklearna elektrana Bohunice, u kojoj normalno rade 2 nuklearna reaktora, a 3 su van pogona. U nuklearnoj elektrani Mochovce su dva nuklearna reaktora u normalnom radu snage 2 x 470 MW (u početku su imali snagu 2 x 440 MW), dok su dva nuklearna reaktora trenutno u izgradnji. Ova elektrana proizvodi gotovo 6 000 GWh električne energije, što predstavlja oko 20% potreba Slovačke.

## Povijest
Nuklearna elektrana Mochovce ima dva VVER reaktora (VVER 440/V-213), što je ruska vrsta tlačnog reaktora PWR. 1970-tih je tadašnja čehoslovačka vlada počela s geološkim istraživanjima da se pronađe pogodno mjesto, stabilno od potresa. Nakon ispitivanja je određeno selo Mochovce, pa su pripremni radovi počeli 1981., a gradilište nuklearnih reaktora Mochovce-1 i Mochovce-2 je otvoreno u studenom 1982. Ovi nuklearni reaktori koriste obogaćeni uranij kao nuklearno gorivo.
Gradnja nuklearnih reaktora Mochovce-3 i Mochovce-4 je započela 1985., ali je gradnja 4 nuklearna reaktora stala 1991., zbog nedostatka novčanih sredstava. 1995. slovačka vlada je odobrila plan da se prva dva reaktora završe s dodatnom sigurnosnom tehnologijom sa Zapada. Tako su nuklearni reaktori Mochovce-1 i Mochovce-2 pušteni u rad 1998., odnosno 1999. Ovo puštanje u rad je izazvalo snažne proteste u Austriji, koja se protivi nuklearnoj energiji općenito. Nuklearni reaktori Mochovce-1 i Mochovce-2 su u početku imali snagu svaki od 440 MW, ali im je 2008. snaga povećana za 7% (sada imaju snagu 2 x 470 MW). Gradnja nuklearnih reaktora Mochovce-3 i Mochovce-4 je ponovo nastavljena u studenom 2008., a planiraju se završiti 2012., odnosno 2013. Vlasnik elektrane je državna tvrtka Slovenské elektrárne, koja je u većinskom vlasništvu talijanske tvrtke Enel.
Iako je Nuklearna elektrana Mochovce građena na potresno stabilnom području, ona nije zadovoljavala sigurnosne standarde iz 1990-tih. Zbog toga je njemačka tvrtka Siemens ugradila novi kontrolni sustav, koji zadovoljava propise Europske unije. Tako je Nuklearna elektrana Mochovce postala prva nuklearna elektrana iz bivšeg Istočnog bloka, koja je zadovoljila sigurnosne standarde sa Zapada.

## Tehnički podaci
| Nuklearni reaktor | Vrsta reaktora | Nominalna snaga | Pušten u rad       | Spojen na elektroenergetski sustav | Očekivano zatvaranje |
| ----------------- | -------------- | --------------- | ------------------ | ---------------------------------- | -------------------- |
| Mochovce 1        | VVER 440/213   | 440 MW          | 4. srpnja 1998.    | 29. listopada 1998.                | 2028.                |
| Mochovce 2        | VVER 440/213   | 440 MW          | 20. prosinca 1999. | 11. travnja 2000.                  | 2030.                |
| Mochovce 3        | VVER 440/213   | 440 MW          | u gradnji          | (2012.)                            | -                    |
| Mochovce 4        | VVER 440/213   | 440 MW          | u gradnji          | (2013.)                            | -                    |